# Pseudomyrmex monochrous
Pseudomyrmex monochrous es una especie de hormiga del género Pseudomyrmex, subfamilia Pseudomyrmecinae.

## Historia
Esta especie fue descrita científicamente por Dalla Torre en 1892.